# 史托頓男爵
史托頓男爵（英語：Baron Stourton），是一個英格蘭貴族爵位。爵位於1448年冊封，透過令狀（英語：Writ），授予約翰·史托頓。1878年，第二十代男爵阿爾弗雷德·約瑟夫·史托頓，恢復莫布雷男爵和西格雷夫男爵並一同持有，此後其稱號為莫布雷、西格雷夫和史托頓男爵。

## 史托頓男爵（1448年）
- 第一代史托頓男爵約翰·史托頓（英语：John Stourton, 1st Baron Stourton）（1400年－1462年）
- 第二代史托頓男爵威廉·史托頓（英语：William Stourton, 2nd Baron Stourton）（約1430年－1478年）
- 第三代史托頓男爵約翰·史托頓（英语：John Stourton, 3rd Baron Stourton）（約1454年－1485年）
- 第四代史托頓男爵弗朗西斯·史托頓（英语：Francis Stourton, 4th Baron Stourton）（1485年－1487年）
- 第五代史托頓男爵威廉·史托頓（英语：William Stourton, 5th Baron Stourton）（約1457年－1523年）
- 第六代史托頓男爵愛德華·史托頓（英语：Edward Stourton, 6th Baron Stourton）（1463年－1535年）
- 第七代史托頓男爵威廉·史托頓（英语：William Stourton, 7th Baron Stourton）（約1505年－1548年）
- 第八代史托頓男爵查理斯·史托頓（英语：Charles Stourton, 8th Baron Stourton）（約1520年－1557年）
- 第九代史托頓男爵約翰·史托頓（英语：John Stourton, 9th Baron Stourton）（1553年－1588年）
- 第十代史托頓男爵愛德華·史托頓（英语：Edward Stourton, 10th Baron Stourton）（約1555年－1633年）
- 第十一代史托頓男爵威廉·史托頓（英语：William Stourton, 11th Baron Stourton）（約1594年－1672年）
- 第十二代史托頓男爵威廉·史托頓（英语：William Stourton, 12th Baron Stourton）（卒於1685年）
- 第十三代史托頓男爵愛德華·史托頓（英语：Edward Stourton, 13th Baron Stourton）（1665年－1720年）
- 第十四代史托頓男爵托馬斯·史托頓（英语：Thomas Stourton, 14th Baron Stourton）（1667年－1744年）
- 第十五代史托頓男爵查理斯·史托頓（英语：Charles Stourton, 15th Baron Stourton）（1702年－1753年）
- 第十六代史托頓男爵威廉·史托頓（英语：William Stourton, 16th Baron Stourton）（1704年－1781年）
- 第十七代史托頓男爵查理斯·史托頓（英语：Charles Stourton, 17th Baron Stourton）（1752年－1816年）
- 第十八代史托頓男爵威廉·史托頓（英语：William Stourton, 18th Baron Stourton）（1776年－1846年）
- 第十九代史托頓男爵查理斯·史托頓（英语：Charles Stourton, 19th Baron Stourton）（1802年－1872年）
- 第二十代史托頓男爵阿爾弗雷德·史托頓（英语：Alfred Stourton, 23rd Baron Mowbray）（1829年－1893年）
- 第二十一代史托頓男爵查理斯·史托頓（英语：Charles Stourton, 24th Baron Mowbray）（1867年－1936年）
- 第二十二代史托頓男爵威廉·史托頓（英语：William Stourton, 25th Baron Mowbray）（1895年－1965年）
- 第二十三代史托頓男爵查理斯·史托頓（英语：Charles Stourton, 26th Baron Mowbray）（1923年－2006年）
- 第二十四代史托頓男爵愛德華·史托頓（英语：Edward Stourton, 27th Baron Mowbray）（生於1953年）

爵位繼承人為第二十四代男爵之子，詹姆斯·查理斯·彼得·史托頓（英語：James Charles Peter Stourton）（生於1991年）。